# هریسون اشمیت
هریسون هاگان جک اشمیت (به انگلیسی: Harrison Hagan "Jack" Schmitt) زادهٔ (۳ ژوئیه ۱۹۳۵) فضانورد ناسا، سناتور ایالات متحده آمریکا.
او دوازدهمین و آخرین انسانی است که طی مأموریت آپولو ۱۷ بر روی کره ماه گام نهاد.

## نگارخانه

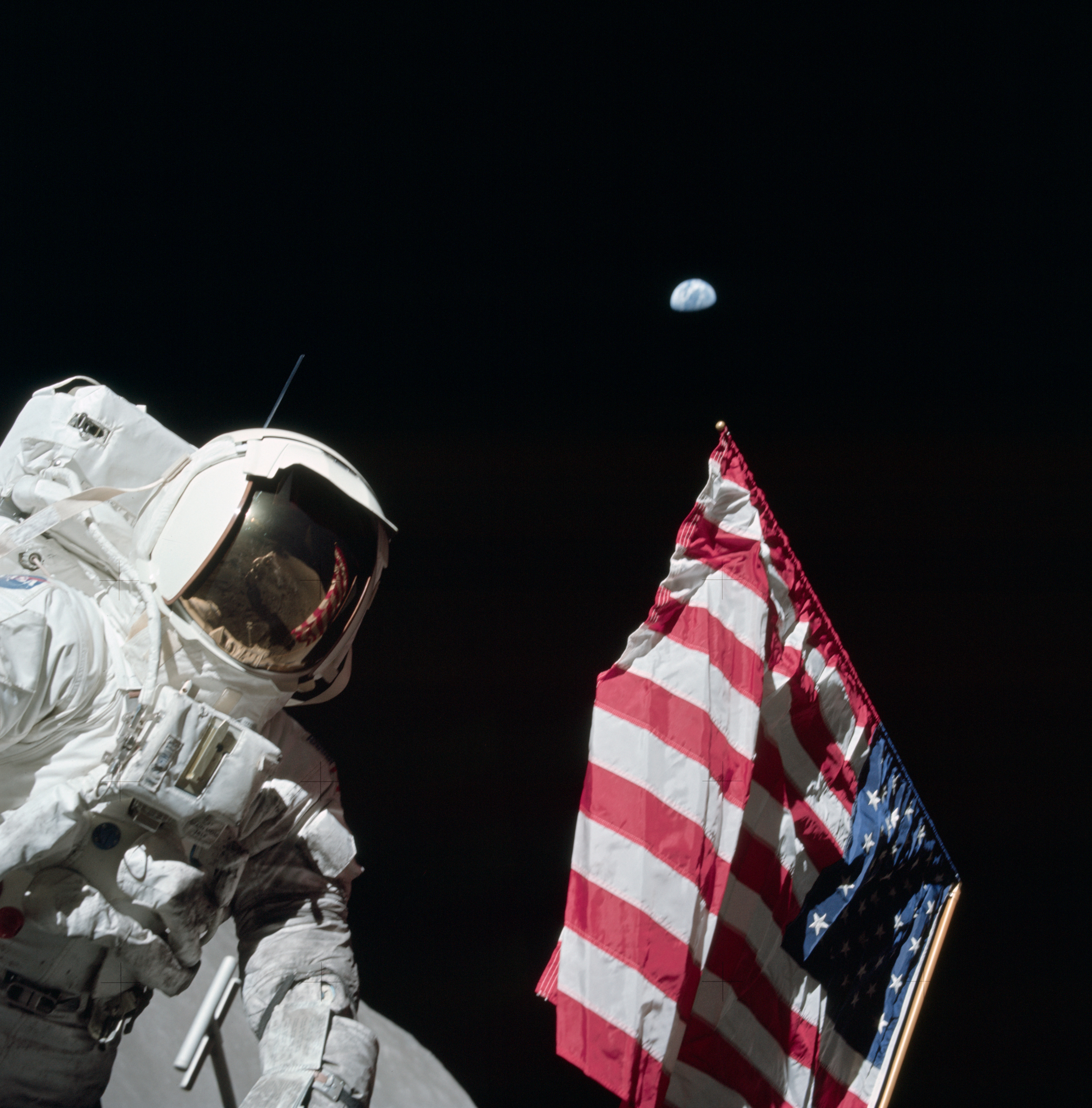
هریسون اشمیت در حال قرار دادن پرچم آمریکا - کره زمین در پس زمینه قابل مشاهده است
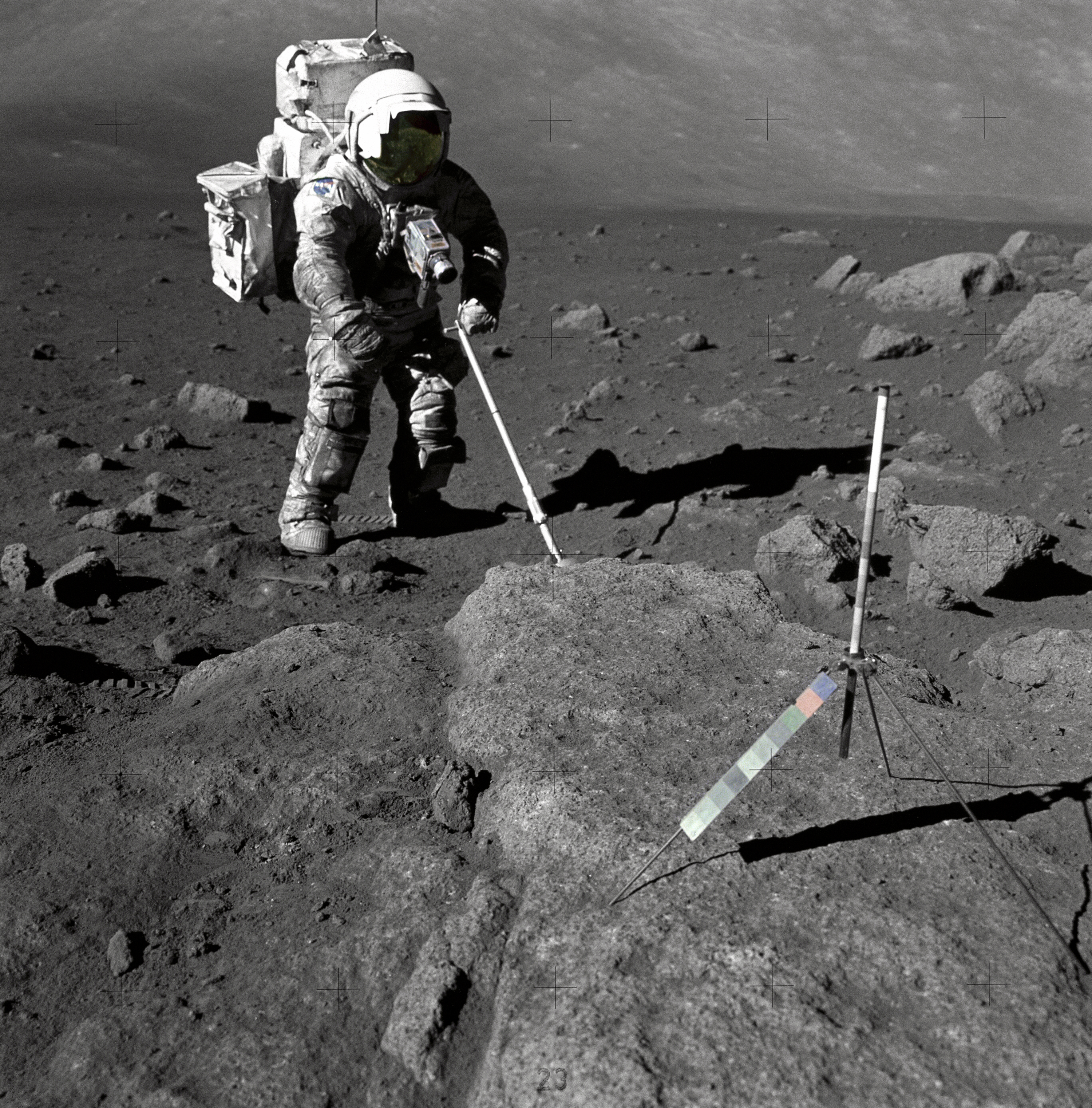
اشمیت در حال جمع آوری نمونه‌های قمری